# Denmark Open 1991
Die Denmark Open 1991 waren eines der Top-10-Turniere des Jahres im Badminton in Europa. Sie fanden in Solrød vom 16. bis 20. Oktober statt. Das Turnier hatte einen Drei-Sterne-Status im World Badminton Grand Prix. Das Preisgeld betrug 35.000 US-Dollar.

## Sieger und Platzierte
| Disziplin    | Gold                          | Silber                               | Bronze                            |
| ------------ | ----------------------------- | ------------------------------------ | --------------------------------- |
| Herreneinzel | Hermawan Susanto              | Poul-Erik Høyer Larsen               | Bambang Suprianto                 |
| Herreneinzel | Hermawan Susanto              | Poul-Erik Høyer Larsen               | Eddy Kurniawan                    |
| Dameneinzel  | Susi Susanti                  | Huang Hua                            | Hisako Mizui                      |
| Dameneinzel  | Susi Susanti                  | Huang Hua                            | Park Soo-yun                      |
| Herrendoppel | Huang Zhanzhong Zheng Yumin   | Kim Moon-soo Park Joo-bong           | Jon Holst-Christensen Thomas Lund |
| Herrendoppel | Huang Zhanzhong Zheng Yumin   | Kim Moon-soo Park Joo-bong           | Jan Paulsen Henrik Svarrer        |
| Damendoppel  | Gillian Gowers Nettie Nielsen | Finarsih Lili Tampi                  | Pernille Dupont Grete Mogensen    |
| Damendoppel  | Gillian Gowers Nettie Nielsen | Finarsih Lili Tampi                  | Christine Gandrup Lim Xiaoqing    |
| Mixed        | Thomas Lund Pernille Dupont   | Jon Holst-Christensen Grete Mogensen | Henrik Svarrer Marlene Thomsen    |
| Mixed        | Thomas Lund Pernille Dupont   | Jon Holst-Christensen Grete Mogensen | Jan Paulsen Gillian Gowers        |

## Finalresultate
| Disziplin    | Sieger                          | Finalist                             | Ergebnis          |
| ------------ | ------------------------------- | ------------------------------------ | ----------------- |
| Herreneinzel | Hermawan Susanto                | Poul-Erik Høyer Larsen               | 8–15, 15–12, 15–8 |
| Dameneinzel  | Susi Susanti                    | Huang Hua                            | 11–5, 6–11, 11–8  |
| Herrendoppel | Zheng Yumin Huang Zhanzhong     | Park Joo-bong Kim Moon-soo           | 15–10, 15–9       |
| Damendoppel  | Nettie Nielsen & Gillian Gowers | Lili Tampi Finarsih                  | 15–7, 15–6        |
| Mixed        | Thomas Lund Pernille Dupont     | Jon Holst-Christensen Grete Mogensen | 15–7, 6–15, 15–7  |

## Ergebnisse

### Herreneinzel Qualifikation
- Henrik Jessen –  Thomas Johansson: 15-4 / 9-15 / 15-1
- Jan Jørgensen –  Benny Lee: 15-9 / 15-18 / 15-7
- Thomas Damgaard –  Bae Sung-won: 15-3 / 15-9
- Jyri Aalto –  Christian Fisher: 15-1 / 15-8
- Claus Simonsen –  Thomas Madsen: 7-15 / 15-9 / 15-8
- Kim Young-gil –  Peter Rasmussen: 15-7 / 15-9
- Thomas Reidy –  Anders Hansson: 15-10 / 7-15 / 15-10
- Erik Lia –  Julian Robertson: 15-3 / 15-2
- Johnny Sørensen –  Ernesto de la Torre: 15-7 / 15-2
- Christian Ljungmark –  Peter Lehwald: 17-14 / 15-3
- Bryan Blanshard –  Martin Lundgaard Hansen: 15-8 / 15-3
- Tony Tuominen –  Jang Chun-woong: 15-9 / 15-8
- Jacob Thygesen –  Robert Neumann: 17-14 / 11-15 / 18-13
- Fernando de la Torre –  Lee Dong-soo: 15-9 / 15-5
- Christian Jakobsen –  Simon Archer: 15-7 / 10-15 / 15-5
- Jaimie Dawson –  Chris Jogis: 15-11 / 17-15
- Jan Jørgensen –  Henrik Jessen: 15-12 / 15-9
- Henrik Aastrom –  Ha Tae-kwon: 17-14 / 15-10
- Jyri Aalto –  Thomas Damgaard: 15-9 / 15-5
- Kim Young-gil –  Thomas Reidy: 15-9 / 11-15 / 15-7
- Johnny Sørensen –  Jim Laugesen: 15-9 / 15-11
- Christian Ljungmark –  Hwang Sun-ho: 15-2 / 15-13
- Tony Tuominen –  Bryan Blanshard: 15-2 / 4-15 / 15-9
- Jacob Thygesen –  Rajeev Bagga: 15-1 / 15-11
- Fernando de la Torre –  Christian Jakobsen: 12-15 / 15-11 / 15-2
- Thomas Kirkegaard –  Jaimie Dawson: 15-9 / 18-17
- Henrik Aastrom –  Jan Jørgensen: 15-9 / 15-7
- Jyri Aalto –  Claus Simonsen: 18-14 / 15-12
- Erik Lia –  Kim Young-gil: 15-2 / 15-18 / 15-8
- Johnny Sørensen –  Christian Ljungmark: 15-5 / 15-6
- Tony Tuominen –  Jacob Thygesen: 15-2 / 5-15 / 15-4
- Thomas Kirkegaard –  Fernando de la Torre: 11-15 / 15-6 / 15-8

### Herreneinzel
- Peter Espersen –  Yoo Yong-sung: 15-11 / 15-6
- Claus Thomsen –  Wei Yan: 9-15 / 15-6 / 15-10
- Kim Hyung Jin –  Michael Keck: 15-11 / 15-2
- Nils Skeby –  Thomas Kirkegaard: 15-5 / 15-4
- Hans Sperre –  Patrik Andreasson: 15-6 / 15-12
- Lee Yong-sun –  Chen Rong: 15-10 / 5-15 / 15-9
- Jesper Olsson –  Torben Carlsen: 15-8 / 15-9
- Michael Søgaard –  Kevin Scott: 15-8 / 15-5
- Tony Tuominen –  Michael Kjeldsen: 18-16 / 13-15 / 15-11
- Rikard Magnusson –  Henrik Aastrom: 15-13 / 15-10
- Steve Butler –  Søren B. Nielsen: 18-14 / 7-15 / 15-10
- Jan S. Andersen –  Johnny Sørensen: 5-15 / 15-2 / 15-11
- Park Sung-woo –  Jonas Herrgårdh: 15-8 / 15-10
- Anders Nielsen –  Robert Liljequist: 15-3 / 15-7
- Jens Meibom –  Bernd Schwitzgebel: 15-10 / 15-10
- Morten Frost –  David Stenstrom: w.o.
- Bambang Suprianto –  Kent Wæde Hansen: 15-5 / 15-9
- Claus Thomsen –  Peter Espersen: 11-15 / 15-9 / 17-14
- Darren Hall –  Hiroki Eto: 18-14 / 15-1
- Morten Frost –  Kim Hyung Jin: 15-7 / 15-3
- Hermawan Susanto –  Claus Overbeck: 15-6 / 15-3
- Nils Skeby –  Hans Sperre: 15-7 / 15-7
- Thomas Stuer-Lauridsen –  Vimal Kumar: 15-8 / 15-11
- Lee Yong-sun –  Jesper Olsson: 15-6 / 15-2
- Tony Tuominen –  Michael Søgaard: 15-6 / 15-1
- Poul-Erik Høyer Larsen –  Kim Yong-ho: 15-7 / 15-4
- Steve Butler –  Rikard Magnusson: 15-12 / 15-11
- Fung Permadi –  Erik Lia: 15-7 / 15-6
- Jan S. Andersen –  Park Sung-woo: 15-9 / 15-7
- Eddy Kurniawan –  Ib Frederiksen: 15-9 / 9-15 / 15-8
- Anders Nielsen –  Jens Meibom: 15-5 / 15-9
- Jyri Aalto –  Morten Hummelmose: 15-8 / 15-14
- Bambang Suprianto –  Claus Thomsen: 17-14 / 10-15 / 15-9
- Darren Hall –  Morten Frost: 15-6 / 7-15 / 15-9
- Hermawan Susanto –  Nils Skeby: 15-5 / 15-12
- Thomas Stuer-Lauridsen –  Lee Yong-sun: 15-5 / 15-0
- Poul-Erik Høyer Larsen –  Tony Tuominen: 15-4 / 15-5
- Fung Permadi –  Steve Butler: 15-8 / 15-7
- Eddy Kurniawan –  Jan S. Andersen: 15-9 / 15-5
- Anders Nielsen –  Jyri Aalto: 15-10 / 17-18 / 15-7
- Bambang Suprianto –  Darren Hall: 17-18 / 15-11 / 15-7
- Hermawan Susanto –  Thomas Stuer-Lauridsen: 15-5 / 12-15 / 17-16
- Poul-Erik Høyer Larsen –  Fung Permadi: 15-7 / 18-16
- Eddy Kurniawan –  Anders Nielsen: 15-10 / 14-17 / 15-4
- Hermawan Susanto –  Bambang Suprianto: 18-14 / 15-6
- Poul-Erik Høyer Larsen –  Eddy Kurniawan: 15-12 / 15-11
- Hermawan Susanto –  Poul-Erik Høyer Larsen: 8-15 / 15-12 / 15-8

### Dameneinzel Qualifikation
- Birgitte Hindse –  Tanya Woodward: 11-7 / 11-8
- Anne Søndergaard –  Joy Kitzmiller: 12-9 / 11-5
- Lotte Thomsen –  Kim Kyeung-ran: 11-5 / 11-5
- Alison Humby –  Karin Ericsson: 11-5 / 11-4
- Kerstin Ubben –  María de la Paz Luna Félix: 8-11 / 11-4 / 11-1
- Cha Yoon-sook –  Susanne Jacobsson: 11-7 / 7-11 / 11-4
- Mette Sørensen –  Kim Ji-yoon: 11-7 / 11-3
- Heidi Dössing –  Joanne Goode: 12-9 / 11-4
- Birgitte Hindse –  Astrid Crabo: 1-11 / 11-5 / 11-9
- Anne Søndergaard –  Yoo Eun-young: 11-4 / 11-0
- Lotte Thomsen –  Alison Humby: 12-10 / 11-6
- Ann Sandersson –  Erika Von Heiland: 11-1 / 11-2
- Kerstin Ubben –  Joanne Davies: 11-1 / 10-12 / 11-4
- Lisa Campbell –  Cha Yoon-sook: 11-5 / 11-6
- Mette Sørensen –  Heidi Dössing: 11-4 / 8-11 / 11-4
- Helene Kirkegaard –  Linda French: 11-2 / 10-12 / 11-5
- Anne Søndergaard –  Birgitte Hindse: 11-3 / 11-5
- Lotte Thomsen –  Ann Sandersson: 11-3 / 11-3
- Lisa Campbell –  Kerstin Ubben: 11-0 / 11-4
- Mette Sørensen –  Helene Kirkegaard: 2-11 / 12-11 / 11-6

### Dameneinzel
- Susi Susanti –  Lisa Campbell: 11-1 / 11-2
- Christine Magnusson –  Choi Ma-ree: 11-3 / 11-4
- Liu Yuhong –  Lisbet Stuer-Lauridsen: 11-6 / 11-4
- Pernille Nedergaard –  Gillian Martin: 11-2 / 11-3
- Hisako Mizui –  Shin Jae-eun: 4-11 / 11-2 / 11-7
- Denyse Julien –  Catrine Bengtsson: 11-8 / 9-12 / 12-10
- Park Jin-hyun –  Mette Sørensen: 5-11 / 11-6 / 11-6
- Yuni Kartika –  Ra Kyung-min: 11-7 / 11-8
- Camilla Martin –  Lotte Thomsen: 11-2 / 11-1
- Anne Søndergaard –  Katrin Schmidt: 11-8 / 4-11 / 11-8
- Park Soo-yun –  Helen Troke: 12-10 / 11-6
- Doris Piché –  Helle Andersen: 12-10 / 11-6
- Lim Xiaoqing –  Jihyun Marr: 10-12 / 11-8 / 11-2
- Yuliani Santosa –  Harumi Kohhara: 11-6 / 11-4
- Huang Hua –  Kim Shin-young: 11-2 / 11-5
- Maiken Mørk –  Kang Bok-seung: w.o.
- Susi Susanti –  Maiken Mørk: 11-4 / 11-3
- Christine Magnusson –  Liu Yuhong: 11-4 / 11-4
- Hisako Mizui –  Pernille Nedergaard: 11-4 / 11-7
- Park Jin-hyun –  Denyse Julien: 11-7 / 11-2
- Camilla Martin –  Yuni Kartika: 11-6 / 11-0
- Park Soo-yun –  Anne Søndergaard: 11-3 / 11-4
- Lim Xiaoqing –  Doris Piché: 11-1 / 11-0
- Huang Hua –  Yuliani Santosa: 8-11 / 11-8 / 11-1
- Susi Susanti –  Christine Magnusson: 11-3 / 11-0
- Hisako Mizui –  Park Jin-hyun: 11-5 / 11-7
- Park Soo-yun –  Camilla Martin: 9-12 / 11-8 / 11-4
- Huang Hua –  Lim Xiaoqing: 12-10 / 11-8
- Susi Susanti –  Hisako Mizui: 11-3 / 11-5
- Huang Hua –  Park Soo-yun: 11-5 / 11-7
- Susi Susanti –  Huang Hua: 11-5 / 6-11 / 11-8

### Herrendoppel Qualifikation
- Jens Meibom /  Lars Pedersen –  Torben Carlsen /  Anders Nielsen: 15-4 / 17-16
- Trevor Darlington /  Paul Holden –  Jim Laugesen /  Janek Roos: 15-12 / 15-3
- Morten Sandal /  Claus Simonsen –  Peter Espersen /  Martin Lundgaard Hansen: 9-15 / 15-13 / 15-8
- Henrik Lunde /  Torben Rasmussen –  Ha Tae-kwon /  Hwang Sun-ho: 15-11 / 7-15 / 15-8
- Peter Christensen /  Nils Skeby –  Jimmy Mørch-Sørensen /  Peter Rasmussen: 15-5 / 15-6
- Steen Fladberg /  Henrik Olsen –  Allan Borch /  Peter Lund: 15-1 / 15-9
- Henrik Aastrom /  Claus Olsen –  Bae Sung-won /  Jang Chun-woong: 15-2 / 15-6
- Peter Busch Jensen /  Peter Lehwald –  Thomas Damgaard /  Jesper Poulsen: 18-17 / 18-16
- Jens Meibom /  Lars Pedersen –  Trevor Darlington /  Paul Holden: 15-10 / 15-5
- Henrik Lunde /  Torben Rasmussen –  Morten Sandal /  Claus Simonsen: 15-13 / 15-2
- Steen Fladberg /  Henrik Olsen –  Peter Christensen /  Nils Skeby: 15-9 / 15-10
- Peter Busch Jensen /  Peter Lehwald –  Henrik Aastrom /  Claus Olsen: 15-9 / 15-4

### Herrendoppel
- Kim Moon-soo /  Park Joo-bong –  Volker Eiber /  Bernd Schwitzgebel: 15-3 / 15-8
- Peter Buch /  Jens Eriksen –  Patrik Andreasson /  Mikael Rosén: 18-15 / 12-15 / 15-4
- Michael Kjeldsen /  Jens Peter Nierhoff –  Jens Meibom /  Lars Pedersen: 12-15 / 15-8 / 17-14
- Simon Archer /  Julian Robertson –  Peter Blackburn /  Darren McDonald: 12-15 / 15-10 / 15-11
- Jan Paulsen /  Henrik Svarrer –  Robert Larsson /  Paul Ottoson: 15-5 / 15-6
- Fumihiko Machida /  Koji Miya –  Erik Lia /  Hans Sperre: 15-7 / 15-7
- Mike Bitten /  Bryan Blanshard –  Christian Jakobsen /  Johnny Sørensen: 15-4 / 15-8
- Peter Busch Jensen /  Peter Lehwald –  Kim Young-gil /  Lee Dong-soo: 15-6 / 15-6
- Max Gandrup /  Jesper Knudsen –  Henrik Lunde /  Torben Rasmussen: 15-10 / 15-9
- Shuji Matsuno /  Shinji Matsuura –  Jan-Eric Antonsson /  Stellan Österberg: 17-15 / 15-5
- Lee Yong-sun /  Yoo Yong-sung –  Anders Hansson /  Jesper Olsson: 17-16 / 15-6
- Huang Zhanzhong /  Zheng Yumin –  Henrik Hyldgaard /  András Piliszky: 15-3 / 12-15 / 15-11
- Thomas Kirkegaard /  Michael Søgaard –  Michael Keck /  Robert Neumann: 15-8 / 8-15 / 15-6
- Nick Ponting /  Dave Wright –  Christian Ljungmark /  Rikard Rönnblom: 15-11 / 15-7
- Steen Fladberg /  Henrik Olsen –  Kim Hyung Jin /  Park Sung-woo: 18-13 / 15-3
- Jon Holst-Christensen /  Thomas Lund –  Benny Lee /  Thomas Reidy: 15-1 / 15-7
- Kim Moon-soo /  Park Joo-bong –  Peter Buch /  Jens Eriksen: 15-2 / 15-7
- Michael Kjeldsen /  Jens Peter Nierhoff –  Simon Archer /  Julian Robertson: 15-5 / 15-7
- Jan Paulsen /  Henrik Svarrer –  Fumihiko Machida /  Koji Miya: 15-3 / 15-3
- Mike Bitten /  Bryan Blanshard –  Peter Busch Jensen /  Peter Lehwald: 13-15 / 15-8 / 15-8
- Max Gandrup /  Jesper Knudsen –  Shuji Matsuno /  Shinji Matsuura: 11-15 / 18-13 / 15-6
- Huang Zhanzhong /  Zheng Yumin –  Lee Yong-sun /  Yoo Yong-sung: 15-4 / 15-0
- Nick Ponting /  Dave Wright –  Thomas Kirkegaard /  Michael Søgaard: 8-15 / 15-7 / 15-12
- Jon Holst-Christensen /  Thomas Lund –  Steen Fladberg /  Henrik Olsen: w.o.
- Kim Moon-soo /  Park Joo-bong –  Michael Kjeldsen /  Jens Peter Nierhoff: 15-4 / 17-14
- Jan Paulsen /  Henrik Svarrer –  Mike Bitten /  Bryan Blanshard: 15-7 / 15-7
- Huang Zhanzhong /  Zheng Yumin –  Max Gandrup /  Jesper Knudsen: 15-5 / 15-5
- Jon Holst-Christensen /  Thomas Lund –  Nick Ponting /  Dave Wright: 15-7 / 18-15
- Kim Moon-soo /  Park Joo-bong –  Jan Paulsen /  Henrik Svarrer: 15-6 / 15-8
- Huang Zhanzhong /  Zheng Yumin –  Jon Holst-Christensen /  Thomas Lund: 15-6 / 18-14
- Huang Zhanzhong /  Zheng Yumin –  Kim Moon-soo /  Park Joo-bong: 15-10 / 15-9

### Damendoppel Qualifikation
- Kim Kyeung-ran /  Shin Jae-eun –  Gitte Sommer /  Karin Steffensen: 4-15 / 15-7 / 15-11
- Astrid Crabo /  Susanne Jacobsson –  Rikke Broen /  Anne Søndergaard: 13-15 / 15-11 / 18-17
- Dorte Ledet /  Gitte Paulsen –  Linda French /  Joy Kitzmiller: 18-13 / 15-8
- Tina Lindhardt /  Marianne Rasmussen –  Heidi Dössing /  Anne Katrine Lauesen: 15-2 / 15-4
- Rikke Olsen /  Mette Sørensen –  Marianne Friis /  Birgitte Hindse: 15-5 / 15-4
- Karin Ericsson /  Ann Sandersson –  Tanja Berg /  Charlotte Madsen: 15-10 / 9-15 / 17-14
- Astrid Crabo /  Susanne Jacobsson –  Kim Kyeung-ran /  Shin Jae-eun: 15-8 / 15-6
- Tina Lindhardt /  Marianne Rasmussen –  Dorte Ledet /  Gitte Paulsen: 15-3 / 18-14
- Karin Ericsson /  Ann Sandersson –  Rikke Olsen /  Mette Sørensen: 15-12 / 6-15 / 15-12

### Damendoppel
- Denyse Julien /  Lisbet Stuer-Lauridsen –  Joanne Davies /  Tanya Woodward: 15-4 / 15-4
- Katrin Schmidt /  Kerstin Ubben –  Kim Shin-young /  Park Soo-yun: 15-9 / 15-8
- Lotte Olsen /  Marlene Thomsen –  Tomomi Matsuo /  Kyoko Sasage: 15-2 / 15-2
- Lin Yanfen /  Yao Fen –  Rhonda Cator /  Anna Lao: 15-4 / 15-10
- Pernille Dupont /  Grete Mogensen –  Joanne Goode /  Alison Humby: 15-11 / 18-15
- Tina Lindhardt /  Marianne Rasmussen –  Cha Yoon-sook /  Park Jin-hyun: 15-10 / 18-14
- Karin Ericsson /  Ann Sandersson –  Kim Ji-yoon /  Yoo Eun-young: 15-1 / 15-7
- Pan Li /  Wu Yuhong –  Helene Kirkegaard /  Lotte Thomsen: 15-4 / 15-3
- Gillian Gowers /  Nettie Nielsen –  Astrid Crabo /  Susanne Jacobsson: 15-0 / 15-4
- Denyse Julien /  Lisbet Stuer-Lauridsen –  Katrin Schmidt /  Kerstin Ubben: 11-15 / 15-8 / 15-11
- Christine Magnusson /  Lim Xiaoqing –  Choi Ma-ree /  Ra Kyung-min: 15-2 / 15-1
- Lin Yanfen /  Yao Fen –  Lotte Olsen /  Marlene Thomsen: 17-15 / 15-10
- Pernille Dupont /  Grete Mogensen –  Tina Lindhardt /  Marianne Rasmussen: 15-0 / 14-17 / 15-8
- Catrine Bengtsson /  Maria Bengtsson –  Kimiko Jinnai /  Hisako Mori: 6-15 / 15-6 / 18-16
- Pan Li /  Wu Yuhong –  Karin Ericsson /  Ann Sandersson: 15-4 / 15-2
- Finarsih /  Lili Tampi –  Margit Borg /  Charlotta Wihlborg: 15-4 / 11-15 / 15-9
- Gillian Gowers /  Nettie Nielsen –  Denyse Julien /  Lisbet Stuer-Lauridsen: 15-6 / 7-15 / 15-12
- Christine Magnusson /  Lim Xiaoqing –  Lin Yanfen /  Yao Fen: 18-13 / 15-8
- Pernille Dupont /  Grete Mogensen –  Catrine Bengtsson /  Maria Bengtsson: 15-9 / 11-15 / 15-5
- Finarsih /  Lili Tampi –  Pan Li /  Wu Yuhong: 15-9 / 15-10
- Gillian Gowers /  Nettie Nielsen –  Christine Magnusson /  Lim Xiaoqing: 15-12 / 15-8
- Finarsih /  Lili Tampi –  Pernille Dupont /  Grete Mogensen: 15-8 / 15-9
- Gillian Gowers /  Nettie Nielsen –  Finarsih /  Lili Tampi: 15-7 / 15-6

### Mixed
- Nick Ponting /  Joanne Goode –  Thomas Kirkegaard /  Gitte Paulsen: 15-11 / 15-8
- Christian Jakobsen /  Marianne Rasmussen –  Kim Yong-ho /  Jihyun Marr: 17-14 / 15-2
- Jesper Knudsen /  Lotte Olsen –  Hwang Sun-ho /  Ra Kyung-min: 15-4 / 15-11
- Jan-Eric Antonsson /  Astrid Crabo –  Lee Yong-sun /  Choi Ma-ree: 15-9 / 15-9
- Darren McDonald /  Rhonda Cator –  Robert Larsson /  Margit Borg: 15-18 / 15-9 / 18-16
- Henrik Svarrer /  Marlene Thomsen –  Kim Young-gil /  Park Soo-yun: 15-4 / 15-5
- Mikael Rosén /  Maria Bengtsson –  Simon Archer /  Joanne Davies: 15-8 / 12-15 / 15-6
- Jesper Poulsen /  Dorte Ledet –  Dave Wright /  Sara Sankey: w.o.
- Thomas Lund /  Pernille Dupont –  Peter Blackburn /  Lisa Campbell: 15-4 / 15-9
- Christian Jakobsen /  Marianne Rasmussen –  Nick Ponting /  Joanne Goode: 15-12 / 3-15 / 15-13
- Jan Paulsen /  Gillian Gowers –  Lars Pedersen /  Anne Mette Bille: 15-5 / 15-7
- Jesper Knudsen /  Lotte Olsen –  Jan-Eric Antonsson /  Astrid Crabo: 15-11 / 12-15 / 15-9
- Henrik Svarrer /  Marlene Thomsen –  Darren McDonald /  Rhonda Cator: 15-1 / 15-4
- Max Gandrup /  Nettie Nielsen –  Janek Roos /  Rikke Olsen: 15-5 / 15-2
- Jesper Poulsen /  Dorte Ledet –  Mikael Rosén /  Maria Bengtsson: 2-15 / 15-12 / 15-5
- Jon Holst-Christensen /  Grete Mogensen –  Kim Shin-young /  Yoo Yong Ho: 15-6 / 15-1
- Thomas Lund /  Pernille Dupont –  Christian Jakobsen /  Marianne Rasmussen: 15-5 / 15-7
- Jan Paulsen /  Gillian Gowers –  Jesper Knudsen /  Lotte Olsen: 15-5 / 15-6
- Henrik Svarrer /  Marlene Thomsen –  Max Gandrup /  Nettie Nielsen: 15-13 / 12-15 / 15-4
- Jon Holst-Christensen /  Grete Mogensen –  Jesper Poulsen /  Dorte Ledet: 15-6 / 15-8
- Thomas Lund /  Pernille Dupont –  Jan Paulsen /  Gillian Gowers: 15-9 / 15-8
- Jon Holst-Christensen /  Grete Mogensen –  Henrik Svarrer /  Marlene Thomsen: 15-2 / 15-13
- Thomas Lund /  Pernille Dupont –  Jon Holst-Christensen /  Grete Mogensen: 15-7 / 6-15 / 15-7